# USS Jeannette
L'USS Jeannette va ser un vaixell d'exploració naval que, comandat per George W. De Long, va emprendre l'expedició Jeannette de 1879–1881 a l'Àrtic. Després d'haver estat atrapat al gel i a la deriva durant gairebé dos anys, el vaixell (i la seva tripulació de 33 persones) va ser alliberat del gel, després es va quedar atrapat altra vegada, i més tard el vaixell va ser aixafat pel gel i es va enfonsar unes 300 milles nàutiques (560 km) al nord de la costa de Sibèria. Tota la tripulació va sobreviure a l'enfonsament, però vuit homes van morir mentre navegaven cap a terra en un petit cúter. Els altres van arribar a Sibèria, però 12 van morir posteriorment al delta del riu Lena, inclòs De Long.
El vaixell havia començat la seva carrera activa el 1861 com a HMS Pandora, una canonera de la Royal Navy britànica. Després de més d'una dècada de servei a la costa de l'Àfrica Occidental i a la Mediterrània, el Pandora es va retirar del servei i es va vendre com a iot privat a un explorador britànic, Allen Young. Young la va portar a dos viatges a l'Àrtic, el 1875 i el 1876, abans de vendre-la a James Gordon Bennett Jr., propietari de The New York Herald, que va canviar el seu nom per Jeannette. Tot i que va navegar cap a l'Àrtic sota bandera dels Estats Units com a USS Jeannette, subjecte a les lleis i la disciplina navals dels Estats Units, Bennett continuava sent el responsable dels costos de l'expedició.

## Historial de serveis

### Construcció i posada en marxa
El vaixell, que més endavant seria l'USS Jeannette, va començar la seva vida com a canonera de la Royal Navy, construït als astillers navals de Pembroke el 1860. Estava construït en fusta, amb una llargada de 45 m i un calat de 4 m. El seu tonatge era de 428 tones, amb un desplaçament de 570 tones. El seu principal mitjà de propulsió era mitjançant vapor. El seu armament era de cinc canons.
Després de la seva botadura el 7 de febrer de 1861, el Pandora va ser portat de Pembroke a Portsmouth, on li van equipar motors i calderes, i es va sotmetre a proves abans de posar-lo en marxa. El 22 d'octubre va concloure les seves proves amb èxit, aconseguint una velocitat de 9,25 nusos en una milla mesurada.

### Pandora
El novembre de 1861, durant la Guerra Civil Americana, l'incident diplomàtic conegut com l'afer Trent va fer que l'Almirallat afegís alguns vaixells al servei actiu. El 28 de desembre de 1861, el Pandora va navegar cap a Liverpool, on va romandre fins al gener de 1862 abans de tornar a Portsmouth.
L'abril de 1863, el Pandora va deixar Portsmouth per fer servei a la costa de l'Àfrica Occidental. El 2 d'octubre de 1866, va xocar amb el vaixell germà HMS Griffon davant de Little Popo. El Griffon es va enfonsar i la seva tripulació va ser rescatada. Va tornar el 1867 i va ser traslladat a la reserva. L'abril de 1868, va ser reincorporat i va tornar a l'Àfrica occidental. Dos anys més tard va ser transferit a l'esquadra de la Mediterrània, amb seu a La Valletta, a Malta. Aquesta va ser la seva darrera missió al servei naval britànic. El juliol de 1872 va ser retirat del servei actiu i atracat a Portsmouth.

### Allen Young
L'any 1875, el Pandora va ser adquirit a la marina pel navegant Allen Young, per ser utilitzat en una de les últimes expedicions enviades a l'Àrtida canadenca per investigar la desaparició, 30 anys abans, de l'expedició de Franklin. Young va navegar el juny de 1875, buscant no només indicis de Franklin, sinó també intentant descobrir i completar el pas del nord-oest, llavors desconegut. No va tenir èxit; no va trobar rastres de Franklin i va ser detingut pel gel a Peel Sound, i va tornar a Anglaterra. Un dels que va finançar aquesta empresa va ser James Gordon Bennett Jr., el propietari de The New York Herald.
El 1876, Young va tornar a prendre el Pandora al nord, per a un segon intent al pas del nord-oest. Va ser desviat per una petició de l'Almirallat de buscar l'expedició britànica a l'Àrtic a les ordres de George Nares, que estava compromesa en un intent d'arribar al pol Nord des de l'estret de Smith. L'expedició no va requerir l'ajuda del Pandora, i Young va tornar a casa. El 1877, Young va vendre el Pandora a Bennett, que estava planejant la seva pròpia expedició a l'Àrtic

### Expedició polar
El pla de Bennett era navegar amb un vaixell a través de l'estret de Bering, basant-se en la teoria que el corrent càlid de l'oceà Pacífic conegut com Kuroshio proporcionaria una "porta d'entrada termomètrica" per la qual un vaixell adequat podria arribar al Pol Nord. Aquest era l'objectiu principal, però el vaixell també estava equipat per a l'observació científica. Per acord amb el Departament de la Marina dels Estats Units, Bennett finançaria l'expedició, però navegaria sota les lleis i la disciplina navals dels Estats Units, i seria comandat per un oficial naval, George W. De Long. El Pandora va ser rebatejat com a Jeannette i el gener de 1879 va arribar a la drassana naval de l'illa de Mare, per ser equipat per al servei àrtic.

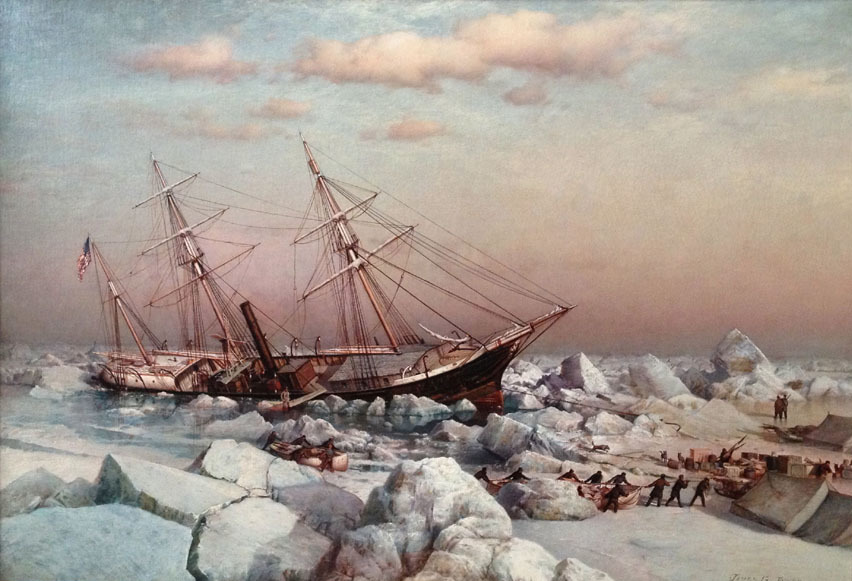
Abandonant el Jeannette

El Jeannette va salpar de San Francisco el 8 de juliol de 1879. Va enviar la seva última comunicació a Washington des de la badia de Sant Llorenç, a Txukotka, el 27 d'agost. Poc després es va trobar amb gel, de severitat creixent mentre avançava cap a l'illa Herald. El 7 de setembre, va quedar atrapat al gel a 71°35′N 175°6′E. Durant els següents 21 mesos, el Jeannette va derivar d'una manera erràtica, generalment cap al nord-oest, però sovint retrocedint sobre ell mateix.
El maig de 1881, es van descobrir dues illes, que De Long va anomenar Henrietta —en honor a la mare de Bennett— i Jeannette. La nit del 12 de juny, quan havien arribat als 77°15′N 155°0′E, la pressió del gel finalment va començar a aixafar el Jeannette. De Long i els seus homes van descarregar provisions i equipament al gel, i van veure com el vaixell desapareixia sota l'aigua a primera hora del matí del 13 de juny.
L'expedició va començar la llarga caminada cap a la costa de Sibèria, arrossegant els seus trineus amb vaixells i subministraments. En el seu camí van descobrir una altra illa que van anomenar illa Bennett en honor al patrocinador de l'expedició. Després d'arribar a les illes de Nova Sibèria, el grup va agafar els seus tres cúters el 12 de setembre per a l'última etapa del seu viatge cap al delta del riu Lena. Va esclatar una violenta tempesta, i un dels vaixells —amb el tinent Charles W. Chipp i set homes— es va bolcar i es va enfonsar. Les altres dues embarcacions, comandades per De Long i l'enginyer en cap George W. Melville amb 14 i 11 homes respectivament, van sobreviure al mal temps però van arribar a punts molt separats del delta.
El grup encapçalat per De Long va començar la llarga marxa cap a l'interior sobre el delta pantanós i mig congelat cap als esperats assentaments nadius. Després de moltes dificultats, amb molts dels seus homes molt afeblits, De Long va enviar els dos més forts, William F. C. Nindemann i Louis P. Noros, a demanar ajuda; finalment van trobar un assentament i van sobreviure. De Long i els seus 11 companys van morir de fred i fam. Mentrestant, a l'altra banda del delta, Melville i el seu grup havien trobat un poble nadiu i van ser rescatats. Melville va convèncer un grup de locals perquè l'ajudés a buscar el seu comandant, va recuperar el llibre de registre de De Long i altres registres importants, però va tornar sense localitzar el grup. A la primavera següent, Melville va sortir de nou i va trobar els cossos de De Long i els seus companys el 23 de març de 1882.
El 18 de juny de 1884, es van trobar restes del Jeannette en un banc de gel prop de Julianehåb, prop de l'angle sud-oest de Groenlàndia. Això indicava que un corrent oceànic fluïa d'est a oest a través del mar polar, i va donar la idea a l'explorador noruec Fridtjof Nansen que un vaixell ben construït podria entrar al gel a l'est, sobreviure a la pressió durant la deriva i emergir a l'Atlàntic, potser després d'haver travessat el mateix pol. Aquesta teoria va ser la base de l'expedició Fram de Nansen de 1893–1896.
Encara que la teoria del mar polar obert va acabar amb el viatge del Jeannette, els registres meteorològics i oceanogràfics del vaixell han proporcionat als climatòlegs del segle XXI dades valuoses relacionades amb el canvi climàtic i la reducció de la capa de gel polar.